# Euobrimus
Az Euobrimus a rovarok (Insecta) osztályának a botsáskák (Phasmatodea) rendjéhez, ezen belül a Heteropterygidae családjához és az Obriminae alcsaládjához tartozó nem.

## Rendszerezés
A nembe az alábbi fajok tartoznak:
- Euobrimus atherura
- Euobrimus bakeri
- Euobrimus cavernosus
- Euobrimus cleggi
- Euobrimus dohrni
- Euobrimus hoplites
- Euobrimus lacerta
- Euobrimus stephenreyesi